# La primera vez (película)
La Primera Vez es una película venezolana de 1997 dirigida por Luis Alberto Lamata. Protagonizada por la orquesta Salserín, fue un éxito en las taquillas venezolanas.

## Sinopsis
Es una tierna historia de amor de un muchacho que recién iniciaba su carrera de artista (Servando Primera) con una chica de sociedad, Camila (Zhandra De Abreu), para alcanzarlo miles de peripecias tuvieron que pasar. Camila recorrió todas las ciudades donde el grupo Salserín se presentaba para ir en busca de Servando y entregarle las cartas que le había escrito; todo esto junto a su inseparable amiga Gaby (Daniela Alvarado) la cual anhelaba conocer a Florentino Primera.

## Reparto
- Daniel Lugo ... Don Benedicto
- Elba Escobar ... Misericordia
- Fedra López ... Susana
- Servando Primera ... Servando
- Florentino Primera ... Florentino
- Daniela Alvarado ... Gaby
- Zhandra De Abreu ... Camila
- Erick Noriega ... Troconis
- Eileen Abad ... Vanessa
- Manuel Guerra ... Manuel Guerra
- Flecha Veloz ... El Morrocoy (la tortuga de Camila)
- Orlando Urdaneta
- Gonzalo Cubero
- Aroldo Betancourt
- María Luisa Lamata
- Sol Musset ... Mamá de Servando & Florentino
- Jorge Pizzani ... Pintor venezolano
- Omar Vizquel ... Béisbolista venezolano
- Carmen Padrón ... conductora de un auto
- Natasha Moll ... "Chelita"